# Villa Il Ventaglio
Il parco di Villa Il Ventaglio si trova in via Aldini, 12 a Firenze.
Dal dicembre 2014 il Ministero per i beni e le attività culturali lo gestisce tramite il Polo museale della Toscana, nel dicembre 2019 divenuto Direzione regionale Musei.

## Storia
Nella prima metà del XV secolo la villa, di proprietà di Lippaccio e Giovanni Brancacci, era descritta come "chasa da oste" ed era luogo di sosta per i pellegrini che da Porta a Pinti (in corrispondenza dell'attuale piazzale Donatello) si recavano a San Domenico di Fiesole. Dopo una serie di passaggi di proprietà la villa venne acquistata, nella prima metà del XIX secolo, dal conte Giuseppe Archinto. Questi incaricò Giuseppe Poggi di ristrutturare la casa e di riprogettare il giardino. Poggi, avvalendosi della collaborazione del giardiniere e botanico Attilio Pucci, lo trasformò in un parco romantico.
I lavori di movimenti di terra durarono fino al 1856, dopodiché si iniziò a piantare gli alberi (tigli, olmi, ippocastani e bagolari).
La morte sopravvenuta nel 1861 impedì al conte Giuseppe Archinto di godere di questa creazione del Poggi. Motivi finanziari costrinsero poi nel 1862 Luigi Archinto a vendere la villa ad Aristide Castelli. Nel 1969 la villa ed il giardino furono rilevati dallo Stato Italiano. La villa, con ingresso da via della Forbici, fu ceduta all'Università Internazionale dell'Arte, attiva dal 1968 e che qui tuttora risiede.

## Il parco
L'edificio è circondato da terrazze disposte su due livelli; quello inferiore, collegato al viale del parco da una doppia scalinata, presenta un bel giardino pensile all'italiana, caratterizzato da aiuole di rose. 
Il giardino, comunicante con la villa per mezzo di un cancello non più utilizzato, è un parco monumentale aperto al pubblico gratuitamente e gestito dalla Soprintendenza per i Beni Architettonici e per il Paesaggio di Firenze.
Il lungo viale serpeggiante che da via Aldini sale fino al piazzale antistante la villa costituisce l'elemento caratterizzante il disegno del parco, ed assieme al sistema di sentieri e scalinate che tagliano la collina ricorda le soluzioni sperimentate dal Poggi nella progettazione del Viale dei Colli e della zona del Piazzale Michelangelo.
Il parco ha un impianto scenografico basato sull'alternanza tra suggestivi scorci di Firenze e la ricerca di prospettive tramite il contrasto tra le grandi masse arboree e le ampie superfici a prato. All'ingresso del parco, è presente un laghetto (dimora di uccelli acquatici, pesci e tartarughe d'acqua) al cui interno si trova un'isoletta, collegata al prato per mezzo di un piccolo ponte. Nella parte più alta del parco, alle pendici della villa, fa bella mostra di sé un labirinto di siepi addossato ad un versante della collina.
A partire dagli anni novanta dello scorso secolo il patrimonio arboricolo del parco sta vivendo una condizione di costante declino, per la mancanza di fondi sufficienti a garantirne l'onerosa manutenzione. Molte aree un tempo destinati ad alberi sono state ora convertite a semplice prato, come nel caso del boschetto di ippocastani, ormai sparito, in corrispondenza del primo tornante del viale, e dei pini e cedri del Libano tagliati e non sostituiti nel prato intorno al laghetto.

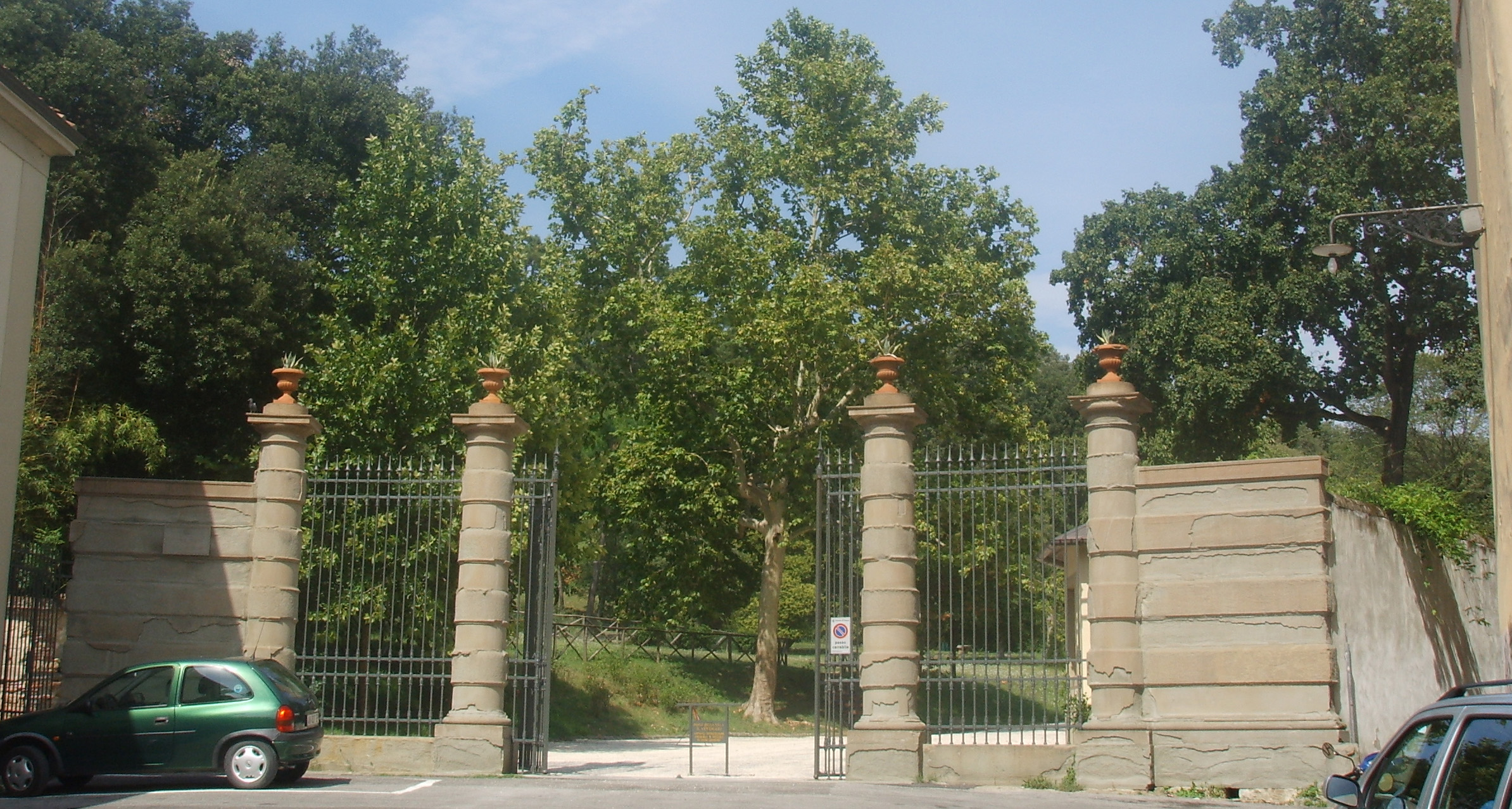
L'ingresso ai giardini
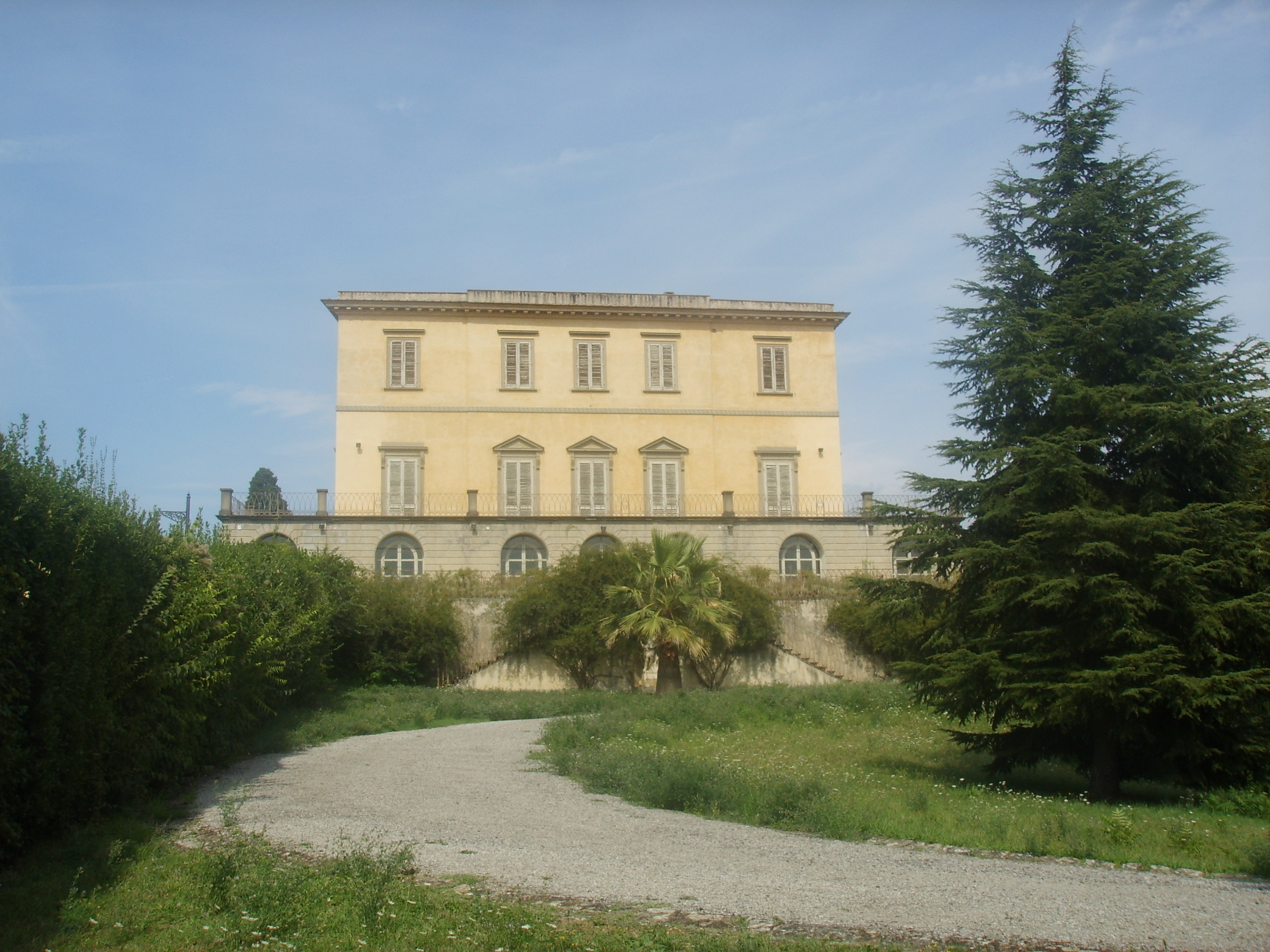
La Villa
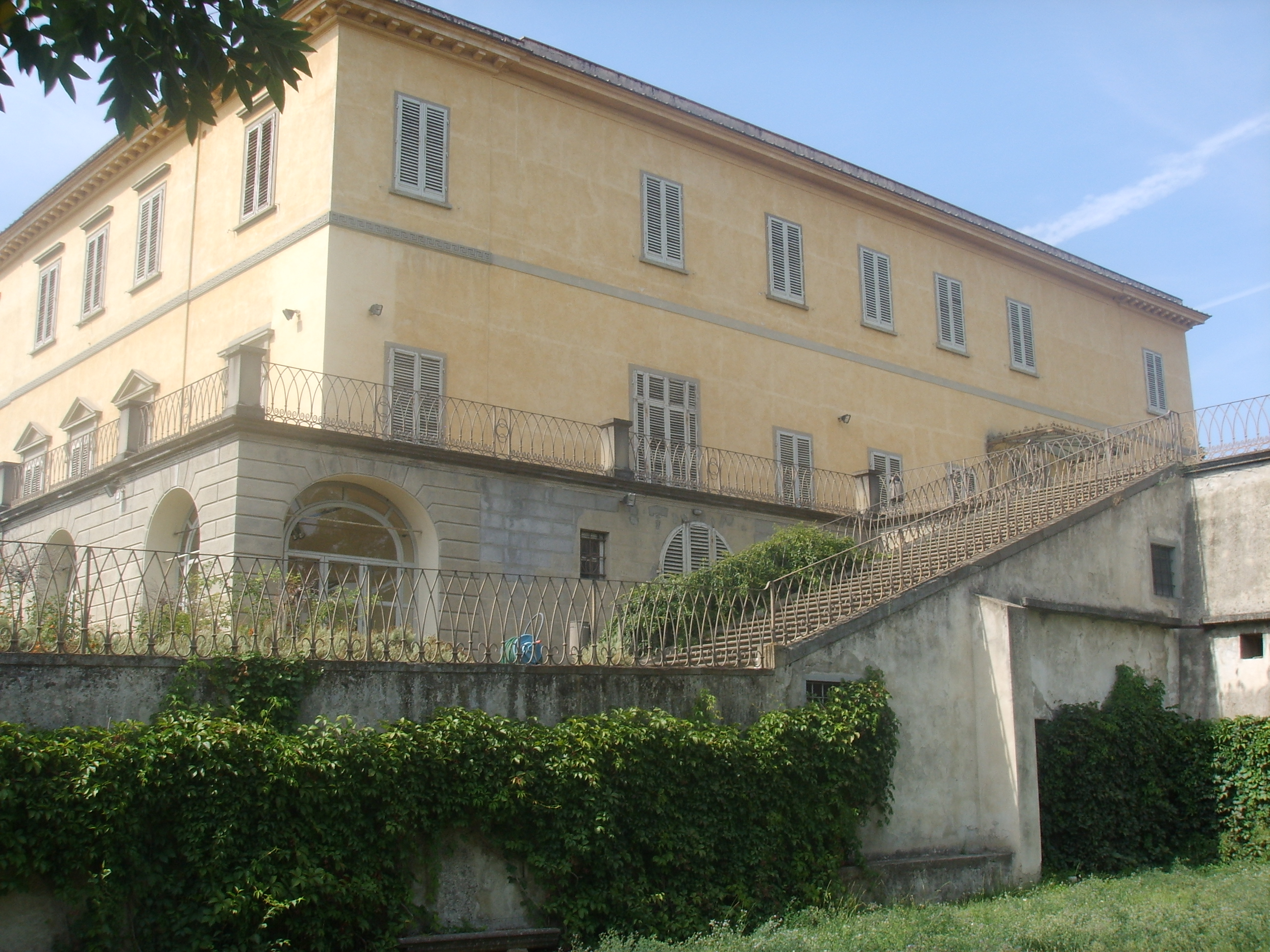
La Villa
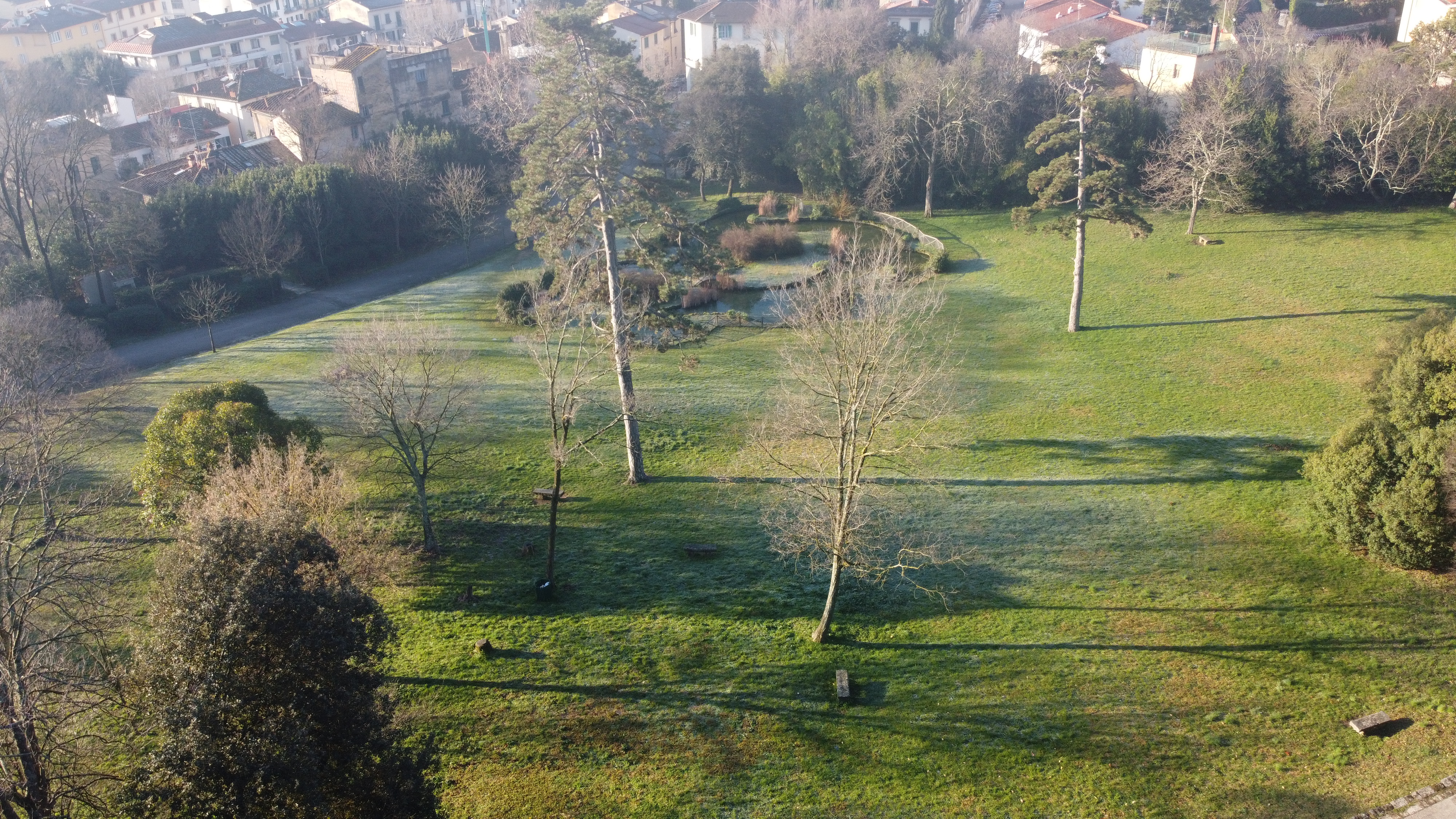
L'interno del parco